# 周昊东
周昊东（1998年2月20日—），浙江宁波人，中国男子羽毛球运动员。就讀北京体育大学。

## 簡歷
2015年11月，周昊东代表中国国家羽毛球队參加泰國曼谷舉行的亞洲青年羽毛球錦標賽，分別與韩呈恺和胡羽翔合作贏得男子雙打冠軍和混合雙打季軍。

## 主要比賽成績
只列出曾進入準決賽的國際賽事成績：
| 年份   | 賽事                         | 公開賽級別 | 項目     | 搭檔   | 成績   |
| ------ | ---------------------------- | ---------- | -------- | ------ | ------ |
| 2015年 | 亞洲青年羽毛球錦標賽         | 其他       | 混合團體 | －     | 冠軍   |
| 2015年 | 亞洲青年羽毛球錦標賽         | 其他       | 男子雙打 | 韩呈恺 | 亞軍   |
| 2015年 | 世界青年羽毛球錦標賽         | 其他       | 混合團體 | －     | 冠軍   |
| 2015年 | 世界青年羽毛球錦標賽         | 其他       | 男子雙打 | 韩呈恺 | 銅牌   |
| 2016年 | 中國羽毛球國際挑戰賽         | 國際挑戰賽 | 混合雙打 | 贾一凡 | 亞軍   |
| 2016年 | 亞洲青年羽毛球錦標賽         | 其他       | 混合團體 | －     | 冠軍   |
| 2016年 | 亞洲青年羽毛球錦標賽         | 其他       | 男子雙打 | 韩呈恺 | 冠軍   |
| 2016年 | 亞洲青年羽毛球錦標賽         | 其他       | 混合雙打 | 胡羽翔 | 銅牌   |
| 2016年 | 印尼羽毛球大師賽             | 黃金大獎賽 | 男子雙打 | 韩呈恺 | 亞軍   |
| 2016年 | 世界青年羽毛球錦標賽         | 其他       | 混合團體 | －     | 冠軍   |
| 2016年 | 世界青年羽毛球錦標賽         | 其他       | 男子雙打 | 韩呈恺 | 冠軍   |
| 2016年 | 世界青年羽毛球錦標賽         | 其他       | 混合雙打 | 胡羽翔 | 亞軍   |
| 2017年 | 紐西蘭羽毛球黃金大獎賽       | 黃金大獎賽 | 混合雙打 | 徐涯   | 準決賽 |
| 2018年 | 印度羽毛球公開賽             | 超級500賽  | 男子雙打 | 韩呈恺 | 準決賽 |
| 2018年 | 亞洲羽毛球團體錦標賽         | 其他       | 男子團體 | －     | 亞軍   |
| 2018年 | 中國陵水羽毛球大師賽         | 超級100賽  | 男子雙打 | 韓呈愷 | 冠軍   |
| 2018年 | 新加坡羽毛球公開賽           | 超級500賽  | 男子雙打 | 韓呈愷 | 準決賽 |
| 2018年 | 中國羽毛球公開賽             | 超級1000賽 | 男子雙打 | 韓呈愷 | 亞軍   |
| 2018年 | 法國羽毛球公開賽             | 超級750賽  | 男子雙打 | 韓呈愷 | 冠軍   |
| 2019年 | 印尼羽毛球大師賽             | 超級500賽  | 男子雙打 | 韩呈恺 | 準決賽 |
| 2019年 | 亞洲羽毛球混合團體錦標賽     | 其他       | 混合團體 | －     | 冠軍   |
| 2019年 | 蘇迪曼盃                     | 其他       | 混合團體 | －     | 冠軍   |
| 2019年 | 赛义德·莫迪国际羽毛球锦标赛  | 超級300賽  | 男子雙打 | 韩呈恺 | 準決賽 |
| 2021年 | 蘇迪曼盃                     | 其他       | 混合團體 | －     | 冠軍   |
| 2021年 | 湯姆斯杯                     | 其他       | 男子團體 | －     | 亞軍   |
| 2022年 | 德國羽毛球公開賽             | 超級300賽  | 男子雙打 | 何濟霆 | 準決賽 |
| 2022年 | 印尼羽毛球大师赛             | 超級500賽  | 男子雙打 | 何济霆 | 準決賽 |
| 2022年 | 越南羽毛球公開賽             | 超級100賽  | 男子雙打 | 何济霆 | 亞軍   |
| 2022年 | 澳洲羽毛球公開賽             | 超級300賽  | 男子雙打 | 何濟霆 | 準決賽 |
| 2023年 | 印尼羽毛球大師賽             | 超級500賽  | 男子雙打 | 何济霆 | 亞軍   |
| 2023年 | 亞洲羽毛球混合團體錦標賽     | 其他       | 混合團體 | －     | 冠軍   |
| 2023年 | 全英羽毛球公開賽             | 超級1000賽 | 男子雙打 | 何濟霆 | 準決賽 |
| 2023年 | 西班牙馬德里羽毛球大師賽     | 超級300賽  | 男子雙打 | 何濟霆 | 冠軍   |
| 2023年 | 夏季世界大學運動會羽毛球比賽 | 其他       | 混合團體 | －     | 銀牌   |
| 2023年 | 日本熊本羽毛球大師賽         | 超級500賽  | 男子雙打 | 谭强   | 準決賽 |
| 2024年 | 中國瑞昌羽毛球大師賽         | 超級100賽  | 男子雙打 | 譚強   | 冠軍   |

| 2007-2017年 | 首要超級賽 | 超級賽 | 黃金大獎賽 | 大獎賽 | 國際挑戰賽 | 國際系列賽 | 未來系列賽 | 其他 |

| 2018-2026年 | 總決賽 | 超級1000賽 | 超級750賽 | 超級500賽 | 超級300賽 | 超級100賽 | 國際挑戰賽 | 國際系列賽 | 未來系列賽 | 其他 |

### 世界冠軍頭銜
周昊东在羽毛球生涯中共奪得2項羽毛球世界冠軍頭銜。
| 賽事     | 奪冠次數 | 年份                                  |
| -------- | -------- | ------------------------------------- |
| 蘇迪曼盃 | 2        | 2019年（混合團體） 2021年（混合團體） |
| 總計     | 2        |                                       |

### 奧運會和世錦賽參賽紀錄
|          | 搭檔   | 2018 | 2019 | 2023 |
| -------- | ------ | ---- | ---- | ---- |
| 男子雙打 | 韩呈恺 | 32強 | 16強 | －   |
| 男子雙打 | 何濟霆 | －   | －   | 16強 |